# Heleobia parchappii
Heleobia parchappii o Heleobia de Parchappe es una especie de gasterópodo operculado de agua dulce de la familia Cochliopidae.

## Descripción
Es un caracol de concha cónica, alargada, que mide entre 2 y 9 mm de longitud, pudiendo estar compuesta por 7 a 8 vueltas en los adultos. Su concha puede ser afectada por el ambiente, por lo que su forma puede variar entre distintos cuerpos de agua. Poseen un opérculo córneo sobre la parte posterior del pie que pueden cerrar herméticamente sobre la abertura de la concha como modo de defensa o refugio. Su respiración es mediante una branquia interna, a través de la cual obtienen oxígeno disuelto en el agua; no tienen sifón.

## Biología
Es una especie dioica, aunque externamente no es fácil distinguir machos de hembras. Depositan sus huevos en forma individual dentro de ovisacos semiesféricos, sobre cualquier sustrato duro sumergido, frecuentemente sobre la concha de otros individuos de su misma especie. Su período reproductivo abarca casi todo el año, por excepción también el invierno. La duración de su ciclo de vida ha sido estimada en 12 a 20 meses, dependiendo del ambiente. Se alimenta principalmente de detritos vegetales y de biopelículas de algas y otros microorganismos, que obtienen al raspar con su rádula las superficies duras sumergidas.

## Hábitat
Vive sobre la vegetación sumergida presente en los cuerpos de agua, sobre cantos rodados o sobre el fango. Pueden enterrarse en forma superficial en la arena y reptar invertidos por la película superficial del agua. Es una especie nativa de la vertiente atlántica del sur de Sudamérica, cuya distribución geográfica abarca desde la provincia de Río Negro hasta el sudeste de Brasil, incluyendo el norte y centro de la Argentina y Uruguay. En Argentina se la encuentra en la Región Pampeana habitando tanto cuerpos de agua lóticos (ríos y arroyos) como lénticos (lagunas someras). Puede tolerar altas salinidades del agua, razón por la cual es abundante en lagunas salobres, siendo un buen indicador de este tipo de ambientes.

## Comentarios
Puede ser hospedador de diferentes especies de gusanos planos parásitos (Digeneos), algunas de las cuales pueden causar dermatitis esquitosómica humana (picazón de los nadadores). Las conchas fósiles de esta y otras especies del género son frecuentes en barrancas de ríos y arroyos y en los sedimentos del fondo de lagunas y se utilizan como un indicador de ambientes del pasado. Se los ha propuesto como organismo diagnóstico en bioensayos de toxicidad con metales pesados. 